# جيمس كورتيس
جيمس كورتيس (بالإنجليزية: James Curtiss)‏ (و. 1803 – 1859 م) هو سياسي، ومحامي أمريكي، كان عضوًا في الحزب الديمقراطي، توفي في جوليت، عن عمر يناهز 56 عاماً.

## مناصب
تولى منصب عمدة شيكاغو ‏
.